# Europatitan
Europatitan ("evropský titán") byl rod sauropodního dinosaura ze skupiny Somphospondyli, který žil v období spodní křídy, asi před 125 miliony let, na území dnešního severního Španělska (provincie Burgos; souvrství Castrillo de la Reina). Objeveny byly fosilní zuby a axiální části kostry (především obratle), získané již počátkem prvního desetiletí 21. století. Největší obratel měří na výšku 77 cm a na šířku 95 cm, což poukazuje na obří rozměry tohoto sauropoda. Druhové jméno odkazuje k americkému herci Clintu Eastwoodovi.